# Aaron Harstad
Aaron Harstad, född 27 april 1992 i Stevens Point, Wisconsin, är en amerikansk före detta professionell ishockeyspelare (back).

## Extern länk
- Presentation och statistik för Aaron Harstad som spelare  på Elite Prospects.